# 可愛い嘘
「可愛い嘘」（かわいいうそ）は、1968年9月15日に発売された弘田三枝子のシングル（規格品番：P-37）。

## 解説
テンプテーションズの「マイ・ガール」を下敷きにしたモータウン歌謡の傑作としてあまりにも有名な作品。
弘田三枝子の歌唱力あっての5名作と思わせるほどの演技力抜群のカマトトヴォーカルである。変ロ長調である。
B面曲「砂に埋めた手紙」は、林春生の作詞である。ヘ長調であり、4ビートで唄ったカンツォーネといった趣きの作品である。
4⁄4拍子で記譜すると三連符を多用せねばならないため、12⁄8拍子で記譜されることもある。
オリジナル7インチシングル盤歌詞カードには、詞と共にA・B面曲各々のメロディー譜が印刷されている。

## 収録曲
※原出典においては「作詞」が「作詩」と表記されている。
- 両楽曲共に、作曲・編曲：筒美京平

1. 可愛い嘘 [03:08]
作詞：橋本淳
2. 砂に埋めた手紙 [02:26]
作詞：林春生

## 演奏者
- A面：スリー・シンガーズ、コロムビア・オール・スターズ[2]
- B面：コロムビア・オール・スターズ[2]

## スタッフ
- 制作担当:東元晃